# Женщины в Туркменистане

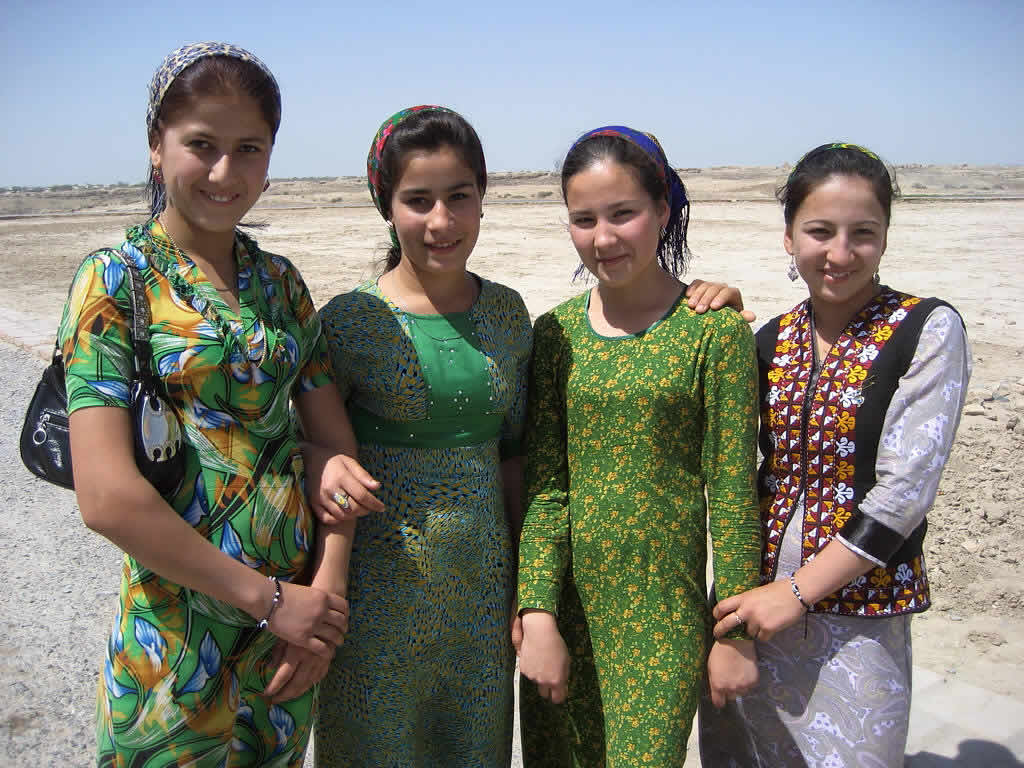
Местные женщины в Мары́ (2011)

Женщины в Туркменистане по общему числу среди населения незначительно превышают мужчин (0,98 мужчин на одну женщину).
Образ и культура женщин в Туркменистане, в сравнении с ролями женщин в других мусульманских странах, имеют ряд существенных отличий: хотя патриархальное разделение гендерных ролей и труда существует, а женщины обычно не допускаются к серьёзным политическим делам, среди туркменок не распространено ношение хиджаба и серьёзная религиозная сегреграция отсутствует. Поскольку туркмены являются племенной нацией, обычаи в отношении женщин могут различаться в пределах страны: например, женщинам в восточной части страны разрешается употреблять спиртные напитки, тогда как женщинам, проживающим в центральной части страны, особенно племени текинцев, это запрещено.

## Обзор
Туркменистан — страна в Центральной Азии. На протяжении веков на территории современного Туркменистана проживали многочисленные цивилизации: персидские империи, государство Александра Македонского, мусульмане, монголы, тюркские народы и русские. На протяжении большей части XX века он был частью Советского Союза до распада в 1991 году. Как и в других бывших советских республиках, в 1990-е годы экономика рухнула, и в стране возникли социальные проблемы. Сегодня в Туркменистане население наполовину городское и наполовину сельское. Основной религией является ислам (89 %), но есть и православное меньшинство.

## Занятость
Большинство женщин обладают множеством узкоспециализированных навыков и владеют ремёслами. Особенно это касается тех, кто связан с домашним хозяйством и его содержанием. В советский период женщины брали на себя ответственность за соблюдение некоторых мусульманских обрядов для защиты работы своих мужей. Многие женщины из экономической нужды оставили традиционный домашний труд и стали работать по найму, что в конечном итоге привело к увеличению числа разводов. В то же время образованные городские женщины начали профессиональную карьеру.

### Репродуктивный труд
Кулинария является основным направлением работы женщин в самостоятельной сфере. В некоторых домах есть небольшая комната для приготовления пищи и хранения посуды. Соседи или родственники иногда без просьбы приходят и помогают выполнять домашние дела. Приготовление пищи осуществляется на открытом воздухе. Некоторые задачи, такие как копчение мяса, выполняются мужчинами.
Как правило, женщины и мужчины не находятся вместе. Мужчины и женщины могут сидеть и есть в одном месте, но их разделяют во время общественных мероприятий.

### Экономическая деятельность
Последствиями Революции стало превращение женщины из домохозяйки в кормилицу семьи и, следовательно, произошли изменения общенациональных ценностей и социальных принципов. После отделения от Советского Союза некоторые инициативы, организации и учреждения стали несостоятельными в Туркменистане, что привело к резкому росту безработицы.
Мужчины, на которых в большей части возлагается обязанность содержания семьи, продают на местном рынке предметы ручной работы и выращенную еду. Тем не менее, этому препятствуют агенты пограничной службы и сотрудники милиции. Из-за этого женщины были вынуждены дополнительно работать. В начале 1990-х годов благодаря социальному подходу инспекторы милиции не противостояли, не осматривали и не оскорбляли женщин. Впоследствии женщины стали участвовать в наиболее распространённом виде частного предпринимательства — торговле продуктами из-за рубежа.

### Рукоделие
Даже в настоящее время прядение сохраняется в основном как ремесленный навык. Это ремесло, как и другие произведения ручной работы, требуют чрезвычайно кропотливого подхода и требуют много тяжёлой работы.
Женщины Туркменистана очень талантливы и трудолюбивы, что делает их мастерами прядения. Вышивка на одежде содержит различные узоры, каждое из которых принадлежит какой-либо семье.
Опытные туркменские женщины используют старинные ткацкие станки, известные как тара, которые были приняты в древние времена.
Туркменские мастерицы вышивали красивые узоры и вырабатывали различные шёлковые ткани на протяжении сотен лет: сарытахта, гырмызыдонлык, малдои, чеппетоу, но самой популярной оставалась ткань кетени разных цветов. Одежду, изготовленную из кетени, носили как мужчины, так и женщины. Мужской стиль ограничивался в основном рубашками, а в женский стиль входили традиционные платья и головные платки (например, чырпы и курте). Привлекательные костюмы, приготовленные из кетени, до сих пор сохраняются в качестве обычного свадебного платья.

## Одежда и украшения

### Традиционная женская одежда

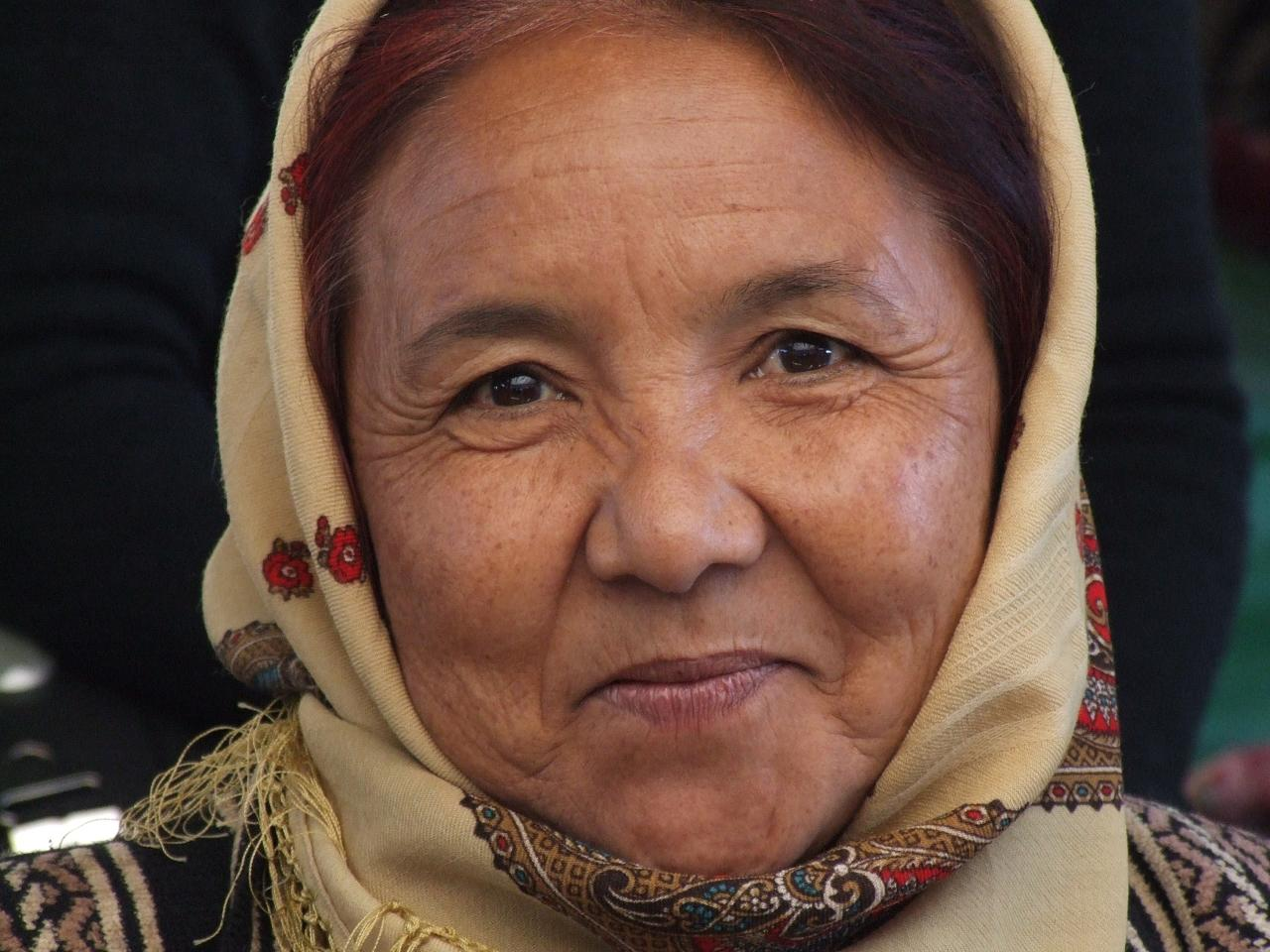
Туркменская женщина (2006)

Женщины одеваются в шёлковые или бархатные одежды длиной до лодыжек, которые обычно бывают ярко-оранжевыми, пурпурными, жёлтыми, синими и зелёными. Богато украшенные головные уборы, украшения и вышивка являются частью их повседневной жизни.
Некоторые женщины продолжают практиковать ношение платка в первый год после свадьбы. Жена может перестать покрывать голову платком через год после свадьбы, после рождения первенца или по решению семьи.

### Запреты и ограничения в одежде
Под правлением Сапармурата Ниязова, туркменбаши и первого президента Туркменистана (1991—2006), женщины оказались подвержены многочисленным ограничениям в своих правах и свободах. Одним из таких ограничений было рекомендованное туркменкам ношение традиционных нарядов, включая платья в пол и головные покрывала для замужних женщин. Одновременно, мусульманкам запрещалось носить хиджабы, паранджу и другие религиозные атрибуты. Эти ограничения на свободу одежды были частично компенсированы популярностью традиционного наряда «балат», включающего в себя длинное платье и штаны. Несмотря на высокую стоимость этого наряда, многие туркменские женщины продолжали его носить как символ своей культуры и традиций.

### Косметические средства и уход
В апреле 2022 года, вскоре после вступления Сердара Бердымухамедова в должность президента Туркменистана, в стране были запрещены многие косметические процедуры, включая татуаж губ, наращивание ресниц, использование или импорт ботокса, окрашивание волос и накладные ногти. Согласно заявлениям сотрудников полиции города Байрамали, женщинам, которые воспользовались такими услугами, могут грозить штрафы в размере 300—500 манатов, а оказавших подобные услуги может ожидать штраф в размере 500—1000 манатов либо 15 суток ареста. Сообщается, что правоохранительные органы останавливали автомобили для проверки внешнего вида пассажирок. В результате таких действий в Туркменистане начали массово закрываться салоны красоты.
В начале 2023 года корреспонденты «Азатлыка» сообщили о частичном снятии запретов косметических процедур и открытии салонов красоты в нескольких регионах страны, включая Ашхабад, Балканский, Лебапский и Марыйский велаяты. Несмотря на то, что отдельные услуги, такие как установка силиконовых имплантатов и использование ботокса, по-прежнему остаются под запретом, салоны красоты снова стали оказывать своим клиенткам отдельные услуги, в частности татуаж бровей, наращивание ногтей и ресниц. Точные причины отмены запрета на определённые косметологические процедуры остаются неизвестными.

## Гендерное неравенство
В Туркменистане женщинам с 2017 года отказывают в выдаче водительских прав без объяснения причин, что создаёт для них серьёзные трудности в повседневной жизни. Официальных документов, где содержится такой запрет, нет. Как и в случае с другими ограничениями прав женщин в Туркменистане, этот запрет не закреплен на законодательном уровне, но туркменки всё равно сталкиваются с его последствиями.
В сравнении с Саудовской Аравией, которая ввела запрет на вождение автомобилей женщинами ещё в 1957 году и только в 2018 году отменила его, ситуация в Туркменистане выглядит несколько менее драматичной. Однако и здесь женщины лишены возможности самостоятельно передвигаться на автомобиле и зависят от мужчин, чтобы добраться до нужного места. Кроме того, туркменки также сталкиваются с другими ограничениями своих прав и свобод, такими как запрет на ношение хиджаба и других элементов религиозной принадлежности, что свидетельствует о религиозной дискриминации женщин.
Многие эмигрировали из Туркменистана в поисках работы. В основном они уезжали в Турцию, Россию и Объединённые Арабские Эмираты. Это является одной из причин, по которой в стране стала развиваться наркотическая зависимость, процветающая в 1990-х годах и приведшая к значительному сокращению мужского населения страны, способного обеспечить свои семьи. Эти обстоятельства привели к серьёзному гендерному неравенству, что поставило перед женщинами задачу создавать и содержать семью. Некоторым пришлось иметь двоих и троих супругов или рожать детей вне брака.

## Демография

### Численность женского населения
Общая численность населения Туркменистана составляет 5 690 818 человека (2023 год), на каждого мужчину в общем населении приходится 0,98 женщин (при рождении — 1,05 мужчин, в 0—14 лет — 1,03 мужчин, в 15-64 лет — 0,99 мужчин, 65 лет и старше — 0,78 мужчин). Реальное численность населения может отличаться на 1—2 миллиона в связи с массовой эмиграцией в последние 10 лет.

### Материнская смертность
Коэффициент материнской смертности в Туркменистане относительно низок: по оценкам Всемирной книги фактов ЦРУ, на 2020 год насчитывалось 5 смертей на 100 000 живорождений (172 место среди стран). Общий коэффициент рождаемости составляет 2,09 детей на одну женщину (2015 год).

### Брак
Согласно оценке 2023 года, около 64,3 % туркменок в возрасте 15—49 лет в настоящее время состоят в браке с мужчинами. Однополые браки между женщинами в Туркменистане официально не регистрируются.
Детские браки практически не распространены: в 2019 году только 0,2 % девушек вышли замуж до 15 лет и 6,1 % вышли замуж до 18 лет.